# 伯恩特·厄克森达尔
伯恩特·卡斯滕·厄克森达尔（挪威語：Bernt Karsten Øksendal，1945年4月10日—）是挪威数学家，奥斯陆大学数学系教授，挪威经济学院兼职教授。
厄克森达尔的主要研究领域是随机分析，包括隨機控制，最优停止問題，隨機微分方程及其应用，特别是在物理学、生物学和金融方面的应用。

## 著作
- 《随机微分方程导论与应用（第6版）》，科学出版社，ISBN 9787030337634